# Martin Schrøder
Martin Schrøder (22. august 1875 i København - ?) var en dansk inkassator og atlet medlem af AIK 95 i København. Han vandt det danske mesterskaber mesterskab på 1 dansk mil 1905.

## Danske mesterskaber
- Guld 1905 1 dansk mil 26,24,4